# Jane de Iongh
Adriana Willemina ‘Jane’ de Iongh (Dordrecht, 8 maart 1901 - Londen, 3 maart 1982) was een Nederlands historica, feministe en diplomate. Zij was mede-oprichter van de Unie van Vrouwelijke Vrijwilligers (UVV) en speelde een belangrijke rol bij andere (internationale) vrouwenorganisaties. Als historica is zij nog steeds bekend door haar uitgebreide biografieën van de drie landvoogdessen die in de 16e eeuw de Nederlanden hebben bestuurd.

## Biografie
Jane de Iongh was de dochter van Willem de Iongh en Catharina Geertruida Brand. Na het gymnasium studeerde ze letteren aan de Universiteit van Amsterdam waar ze in 1924 afstudeerde. In 1927 promoveerde ze bij Hajo Brugmans op een proefschrift over Erasmus’ denkbeelden over staat en regering. Vervolgens werkte ze als hoofd van de bibliotheek van het door N.W. Posthumus geleide Nederlandsch Economisch-Historisch Archief (NEHA). Zij leverde een bijdrage aan de Internationale Economisch-Historische Tentoonstelling in het Stedelijk Museum van Amsterdam (1929) en schreef studies over de sociaal-economische geschiedenis van de papierfabriek Van Gelder en distilleerderij Bols.

## Vrouwenorganisaties

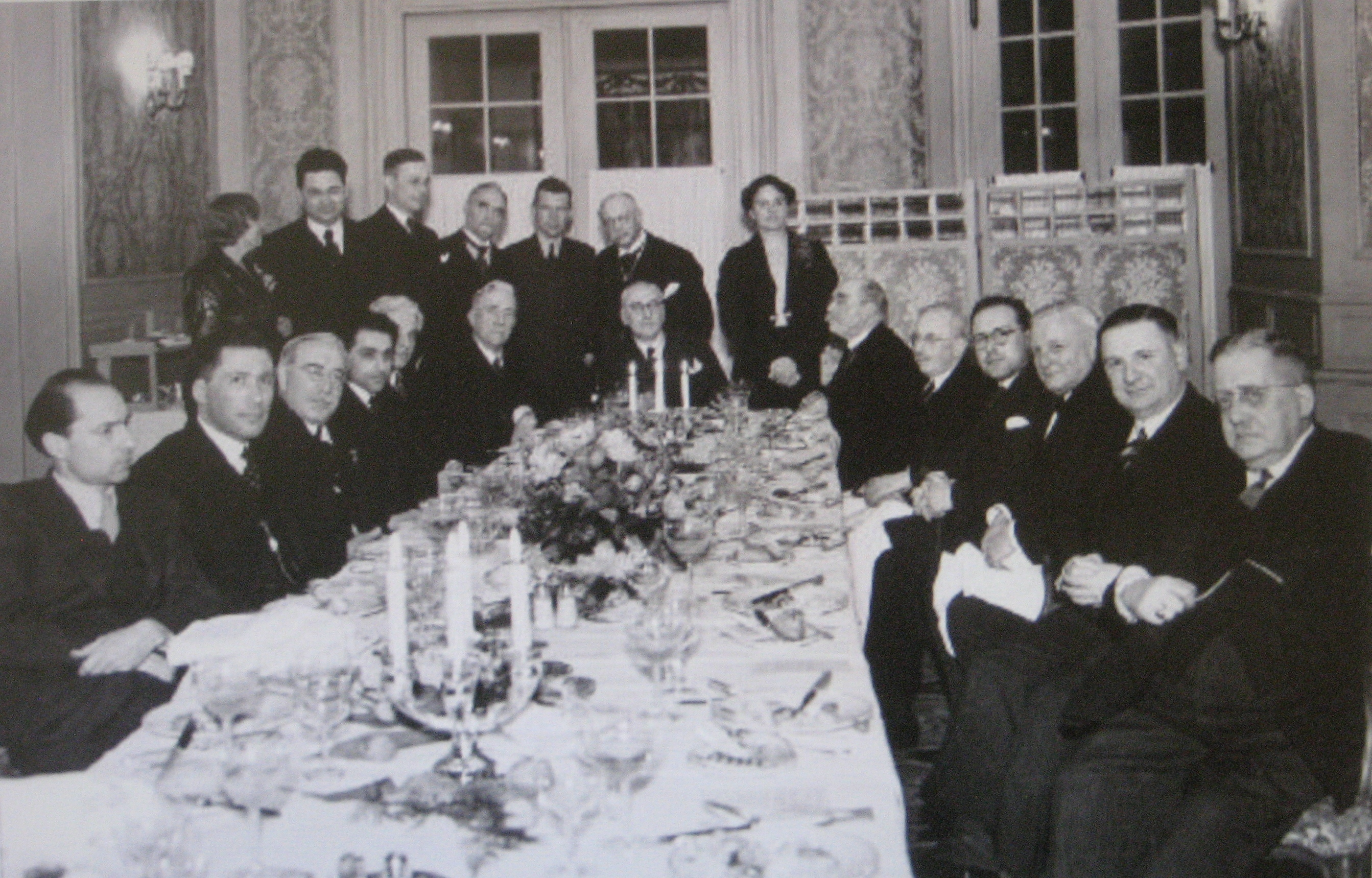
Jane de Iongh (staand achter de tafel) tijdens een diner van het Internationaal Instituut voor Sociale Geschiedenis, 1937.

De Iongh raakte via de feministe en pacifiste Rosa Manus betrokken bij de internationale vrouwenbeweging. Vanaf 1935 zat zij in het bestuur van het Internationaal Instituut voor Sociale Geschiedenis (IISG) en het Internationaal Archief voor de Vrouwenbeweging (IAV). Ze speelde een actieve rol in de Nederlandsche Vereeniging voor Vrouwenbelangen en Gelijk Staatsburgerschap en de vrouwengroep van de Liberale Staatspartij; ze publiceerde regelmatig in De Groene Amsterdammer en het Algemeen Handelsblad over vrouwenrechten en sociale kwesties. In de intellectuele kringen in Amsterdam in de jaren dertig was De Iongh een bekend en gerespecteerd persoon.
De Iongh was in 1938 een van de oprichters van het Korps Vrouwelijke Vrijwilligers (KVV); dit korps had tot doel om de vrouwen 'bewust te maken van hun plichten jegens de samenleving'. Door maatschappelijk nuttig vrijwilligerswerk te verrichten zouden vrouwen zich kunnen ontwikkelen tot volwaardige staatsburgers. In 1941 werd de KVV door de Duitse bezetter opgeheven. De Iongh werkte in het verborgene verder aan de oprichting van een landelijke Unie van Vrouwelijke Vrijwilligers (UVV) waarvan in mei 1945 al tweehonderd afdelingen bestonden. Bij de officiële oprichting van de UVV werd De Iongh president en de latere minister Marga Klompé vicepresident.

## Historische biografieën
Tijdens de oorlog begon De Iongh met het schrijven van een reeks biografieën van de drie landvoogdessen die in de 16e eeuw de Nederlanden hebben bestuurd. In 1941 verscheen Margaretha van Oostenrijk, en 1942 het eerste deel van de biografie van Maria van Hongarije. Na de oorlog trad De Iongh in de diplomatieke dienst. Van 1948 tot 1955 was ze attaché voor Onderwijs, Kunsten en Wetenschappen op de Nederlandse ambassade in Londen. Naast haar werk schreef ze aan het tweede deel van haar biografie van Maria van Hongarije die in 1951 verscheen.
In 1958 vestigde ze zich om gezondheidsredenen in Saint-Paul-de-Vence in Zuid-Frankrijk. De derde biografie, over landvoogdes Margaretha van Parma, verscheen in 1965. 
De jaren daarna herschreef ze op verzoek van uitgever Querido de eerste twee biografieën. In 1981 verscheen een nieuwe uitgave van de drie boeken. De biografieën zijn ook in Engelse vertaling gepubliceerd.
De laatste jaren van haar leven werd haar gezondheid slechter. Zij stierf in Londen in 1982.

## Publicaties (selectie)
- Vereeniging voor den Effectenhandel - Gedenkboek, 1876-1926. 1926
- Erasmus' denkbeelden over staat en regeering. 1927
- Van Gelder Zonen 1784-1934. 1934
- Documentatie van de geschiedenis der vrouw en der vrouwenbeweging. 1936
- De hertogin : Margaretha van Oostenrijk, Hertogin van Savooie, 1480-1530. 1941.
- De koningin : Maria van Hongarije, Landvoogdes der Nederlanden, 1505-1558. 1942 (deel 1), 1951 (deel 2)
- Wilhelmina : een levensgeschiedenis in foto's. 1948
- Aanschouw de jaren 1900-1950 : een halve eeuw in beeld. 1949
- Madama : Margaretha van Oostenrijk, hertogin van Parma en Piacenza : 1522-1586. 1956.

## Externe bronnen
- Biografie van Jane de Iongh in Biografisch Woordenboek